# 1776 az irodalomban
Az 1776. év az irodalomban.

## Események
- Az Amerikai Egyesült Államok függetlenségi nyilatkozata

## Megjelent új művek

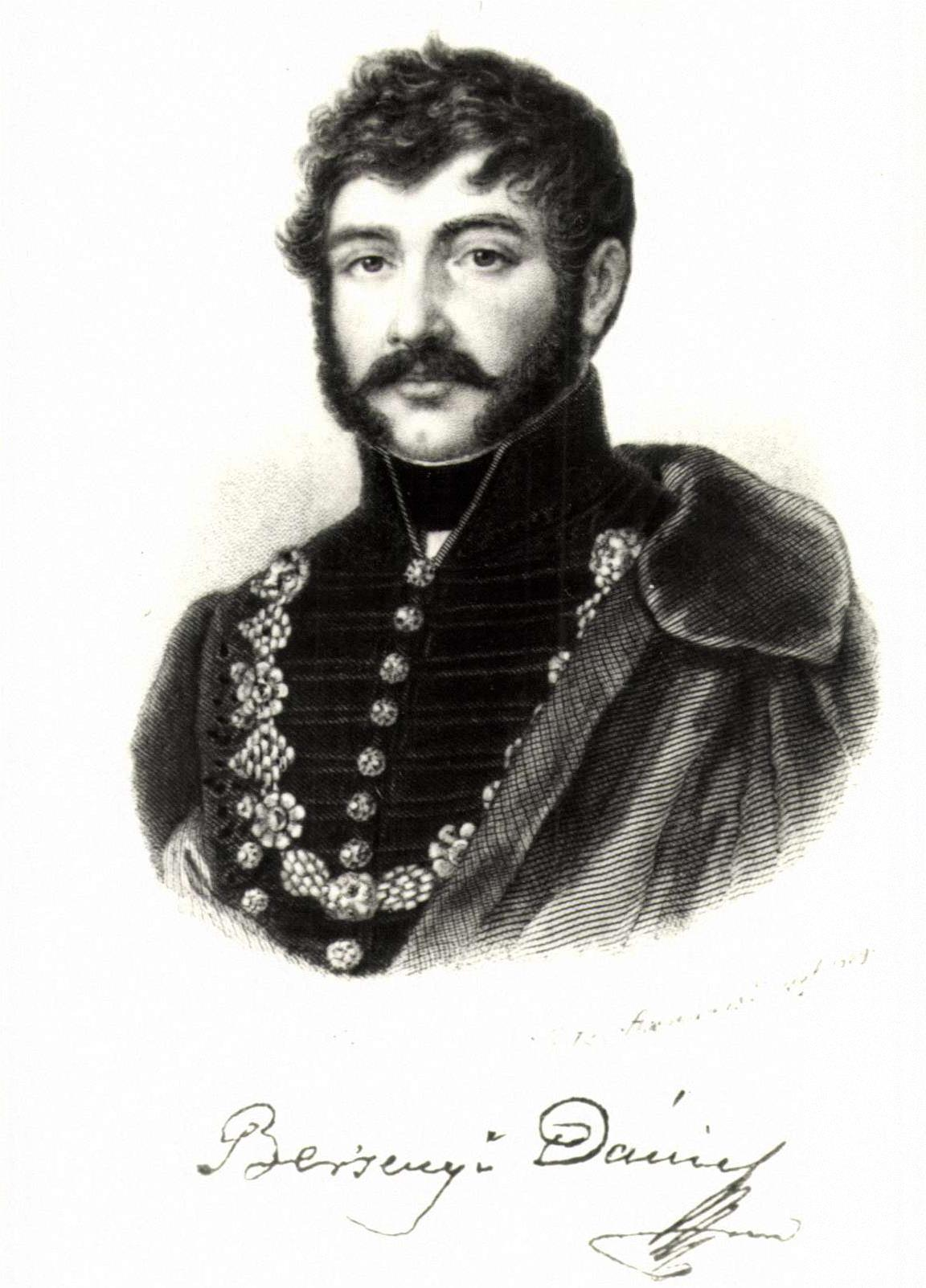
Berzsenyi Dániel

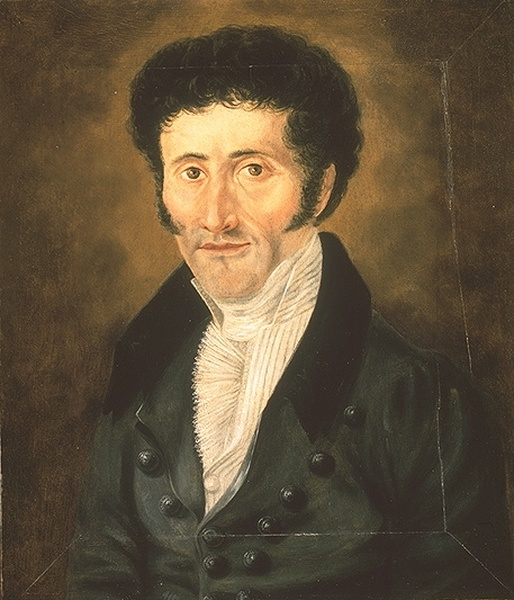
E. T. A. Hoffmann

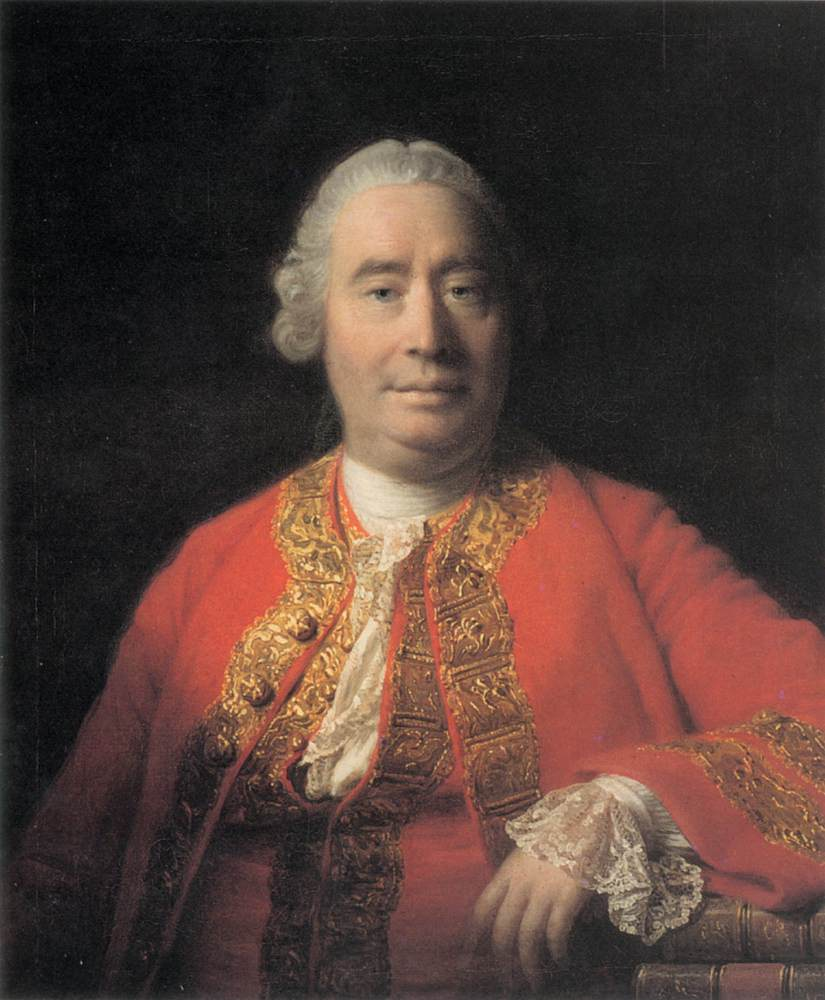
David Hume

- Ueda Akinari japán szerző Ugecu monogatari (Eső és hold meséi) című prózakötete.
- Ignacy Krasicki Mikołaja Doświadczyńskiego przypadki (Mikołaj Doświadczyński kalandjai) című műve, a lengyel nyelven írt első regény.
- Johann Martin Miller német szerző szentimentális regénye: Siegwart.
- Edward Gibbon nagy történettudományi munkájának első kötete: The History of the Decline and Fall of the Roman Empire (A Római Birodalom hanyatlásának és bukásának története), 1776–1788.
- Thomas Paine pamfletje: Common Sense (Józan ész), melyben az amerikai függetlenségért száll síkra.[1]

### Dráma
- Friedrich Maximilian Klinger Sturm und Drang című drámája; erről nevezték el az 1770-es évek német irodalmi irányzatát (Sturm und Drang, jelentése: „vihar és vágy”).

## Születések
- január 24. – E. T. A. Hoffmann a német romantika kiemelkedő írója († 1822)
- március 14. – Eustahija Arsić, az első modern szerb írónő († 1843)
- május 7. – Berzsenyi Dániel magyar költő († 1836)
- november 15. – José Joaquín Fernández de Lizardi mexikói író, költő, újságíró, függetlenségi harcos († 1827)
- 1776 – Ioan Barac román költő († 1848)

## Halálozások
- augusztus 25. – David Hume skót filozófus, történész, esszé-író; a skót felvilágosodás egyik legfontosabb alakja (* 1711)
- december 14. – Johann Jakob Breitinger svájci filológus és író (* 1701)